# Андрианов, Владимир Семёнович
Владимир Семёнович Андрианов (15 июня 1926, село Демидово, Октябрьский район, Одесская область — 1 января 2020, Москва) — военный журналист, русский советский поэт, поэт-песенник. Главный редактор журнала «Культурно-просветительная работа в войсках». Ведущий редактор Военно-художественной студии писателей. Член Союза журналистов России и Союза писателей России. Заслуженный работник культуры РСФСР (1984 г.). Полковник.

## Биография и творчество
Родился 15 июня 1926 года в селе Демидово Октябрьского района Одесской области в семье военного юриста.
Родители развелись, когда Володе исполнилось три года. Поэтому воспитанием сына занималась его мама Капитолина Гавриловна. Детство Владимира прошло главным образом в Одессе и до второго класса в тяжёлых жилищных условиях. Об этом свидетельствует Акт проверки жилья, составленный его учительницей и сохранившийся в личном архиве Андрианова: «…Ученик Андрианов живёт с матерью в гостинице штаба 6-го стрелкового корпуса в ужасных условиях под лестницей, огороженной фанерной доской… Спит с матерью на полу, так как кровать поставить негде. По стене протекает вода. Андрианов Владимир часто болеет, но всё же учится отлично. Дальнейшее пребывание ребёнка в таких условиях недопустимо!» Наконец им выделили квартиру в Театральном переулке Одессы. Учился Владимир в 57-й школе. Будучи школьником, Андрианов имел много увлечений, что способствовало его активному развитию. В первую очередь любил литературу и буквально взахлёб читал книги.
Пятнадцатилетним юношей в 1941 году Владимир Андрианов поступил в 16-ю Одесскую артиллерийскую спецшколу (с декабря 1941 г. по февраль 1944 г. располагалась в Сталинабаде — ныне Душанбе). С 1944 года учился в Рязанском артиллерийском училище. 24 июня 1945 года участвовал в составе артиллерийского полка училища в историческом Параде победы войск Красной армии на Красной площади Москвы. Спустя многие годы, Андрианову как ветерану выпала честь принять участие в Москве в юбилейных Парадах, посвящённых 50-летию и 60-летию Великой Победы.
По окончании училища Владимир Семёнович служил в артиллерии на должностях командира взвода управления и секретаря партийной организации дивизиона. В 1949 году экстерном закончил Львовское военно-политическое училище. Решив посвятить себя военной журналистике, с 1950 по 1954 гг. прошёл учёбу на редакторском факультете Военно-политической академии, которую окончил с отличием.
Журналистскую деятельность начал в газете Московского военного округа «Красный воин». Затем более 20 лет трудился в главном печатном органе Министерства обороны СССР — в газете «Красная звезда», где работал постоянным корреспондентом в Северной группе войск (Польша) и Группе советских войск в Германии. А по возвращении в Москву с 1974 года стал спецкором газеты, зарекомендовав себя талантливым очеркистом, пишущим на злободневные и особо интересные для читателей темы. Именно ему редколлегия поручила организацию и подготовку ключевых статей о таких известных полководцах, как маршалы А. М. Василевский, А. А. Гречко, Р. Я. Малиновский, генералы армии А. П. Белобородов, В. И. Варенников, П. Г. Лушев, А. Д. Лизичев и другие. Вот как вдохновенно звучат его слова о военно-журналистской работе в одной из своих песен:
По дорогам кружит вьюга,

Снег лицо твоё сечёт,

Дома где-то ждёт подруга,

Но газета тоже ждёт.

Скоротаешь в поле ночку,

Проведёшь в походах день,

Чтоб с газеты била строчка,

Словно очередь в мишень.
Прослужил в армии более сорока лет. Уже в запасе, с 1978 года, девять лет возглавлял журнал «Культурно-просветительная работа в войсках», затем был ведущим редактором Военно-художественной студии писателей и до 2012 года работал в Культурном Центре Вооружённых Сил РФ (ныне Центральный дом Российской армии имени М. В. Фрунзе).
Андрианов с детства пробовал писать стихи. Однако серьёзно начал заниматься стихотворным мастерством в курсантские годы и уже не расставался с ним на протяжении всей жизни. Поэтические строки в нём рождались поначалу как бы для души. Но постепенно он стал заниматься этим профессионально. Более того, стихи его вдохновляли на создание песенных произведений. В результате, как он говорил, привозились им из служебных командировок и газетная строчка, и для песни строка. Несмотря на занятость основной деятельностью, не жалея времени, он отдавал себя этому прекрасному творческому процессу. Оценивая песенное творчество военного журналиста, композитор Владимир Шаинский подчеркнул:

… В его стихах, положенных на ноты, превалирует тема военная, но немало в них и задушевной возвышенной лирики, воспевающей любовь к женщине. …Можно сложить немало стихов, но ни один из них не станет песней. У Андрианова всё иначе: большинство его стихотворений, если они отвечают камертону души композитора, могут обратиться в песни. А всё потому, что их автору присущи лёгкость и раскованность стиля, отсутствие штампа. Его отличает хороший музыкальный вкус, он тонко чувствует ритмику слова, а это важно.. 
Работать с композиторами по созданию песен на свои стихи Владимир Андрианов начал с 1955 года. В создании первой песни «Заклубилась пыль седая» с ним участвовали Сигизмунд Кац и Марк Фрадкин. Композиторы охотно сотрудничали с Андриановым. На его стихи сочиняли музыку такие признанные мастера песенного жанра, как Александр Аверкин, Матвей Блантер, Владимир Шаинский, Леонид Афанасьев, Людмила Лядова, Леонид Печников, Павел Ермишев, Георгий Островский (Г. Светлов), Геннадий Лужецкий и другие.
Созданные песни в разные годы издавались в журналах и многих музыкально-песенных сборниках. Итоговым в числе последних стало издание из 50 произведений с полными нотными клавирами «Вёрсты, годы и сердца».

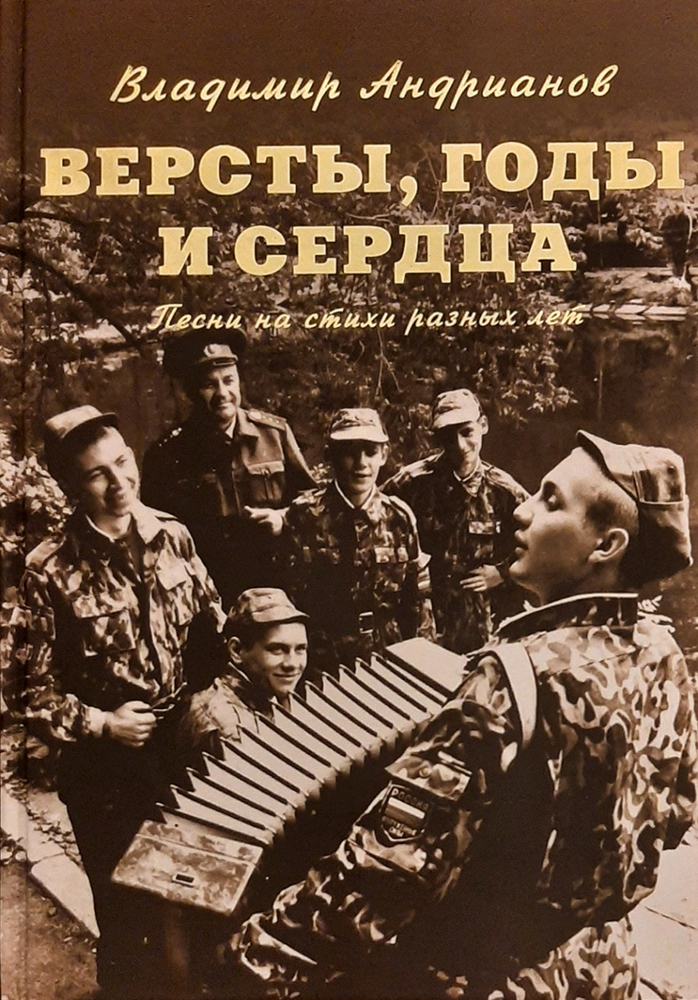
Владимир Андрианов. Вёрсты, годы и сердца.

Песни Андрианова включали в свой репертуар популярные творческие коллективы — хоры, ансамбли и оркестры, а также такие известные исполнители, как Людмила Зыкина, Иосиф Кобзон, Екатерина Шаврина, Александр Розум, Вероника Круглова, Олег Ухналёв, Евгений Беляев, Эдуард Лабковский, Дмитрий Ромашков, Виктор Беседин, Евгений Поликанин. А главное — они нашли признание в военной среде, где песня является одной из важных духовных основ успешной жизнедеятельности войск и сил флота.
Андрианов — автор слов гимна Группы советских войск в Германии.
После армейской службы Андрианов много занимался ветеранской деятельностью, с 1996 года наиболее деятельно работал в Межрегиональной общественной организации ветеранов Вооружённых Сил Клуб «Железная дивизия». Его профессиональное, поэтическое и песенное творчество продолжали жить и в ветеранских кругах.
Имя Владимира Андрианова занесено в Книгу почёта Центрального дома Российской армии.
Скончался 1 января 2020 года в Москве. Похоронен на Домодедовском кладбище.

## Семья
- Отец — Андрианов Семён Михайлович (1901—1937).
- Мать — Андрианова (Ярощенко) Капитолина Гавриловна (1903—1954).
- Жена — Андрианова (Саранчук) Евгения Васильевна (21.02.1926 — 17.06.1990).
- Дети — сын Андрианов Олег Владимирович (08.01.1959 г.), имеет военное образование: Московское высшее общевойсковое командное училище (1976—1980) и Военная академия им. М.В. Фрунзе (1986—1989); дочь Шевченко (Андрианова) Людмила Владимировна (08.01.1959 г.), окончила два ВУЗа: в 1981 г. Московский автомобильно-дорожный институт, в 2008 г. Московский городской психолого-педагогический университет.

## Награды
- орден «За службу Родине в Вооружённых Силах СССР» III степени (1981 г.).
- медаль «За боевые заслуги» (1954 г.).
- медаль «За боевые заслуги» (1973 г.).
- медаль «За Победу над Германией в Великой Отечественной войне 1941-1945 гг.» (1945 г.).
- медаль «За воинскую доблесть. В ознаменование 100-летия В. И. Ленина» (1970 г.).
- Почётное звание «Заслуженный работник культуры РСФСР» (1984 г.).
- медаль МО СССР «За укрепление боевого содружества» (1985 г.).
- медаль «Ветеран Вооружённых Сил СССР» (1994 г.).
- медаль МО РФ «За укрепление боевого содружества» (2006 г.).
- медаль МО РФ «За трудовую доблесть» (2006 г.).
- другие медали СССР, РФ.
- медали Республики Армения, Германской демократической республики, Польши,Республики Таджикистан, Украины и Чехословакии.

## Избранные песни
- Заклубилась пыль седая (муз. С. Каца и М. Фрадкина).
- В дозоре боевом (Марш Группы советских войск в Германии) (муз. М. Блантера).
- Вёрсты-перекаты (муз. А. Аверкина).
- Старый дот (муз. Г. Островского).
- Когда солдаты начеку (муз. Р. Вершинина).
- Быть солдатом (муз. В. Шаинского).
- Ходит любовь (муз. А. Аверкина).
- Мечтай, солдат! (муз. Г. Островского).
- Мама лишь одна (муз. Л. Печникова).
- За полярным кругом (муз. Г. Островского).
- Судьба обычная у нас (муз. П. Ермишева).
- Край мой отцовский (муз. А. Аверкина).
- Походная (муз. Л. Лядовой).
- Встречай меня, волна (муз. В. Голикова).
- Марш суворовцев (муз. Н. Крючкова).
- Вёрсты, годы и сердца (муз. Г. Островского).
- Есть такой в России городок (муз. Г. Лужецкого).
- Милая сторонка (муз. Г. Лужецкого).
- Подснежники (муз. Г. Островского).
- Дом, в котором живу (муз. Л. Печникова).
- Письмо к любимой (муз. Г. Островского).
- Москва-София (муз. А. Аверкина).
- Песня о вечерней Москве (муз. А. Аверкина).
- Волхонка (муз. А. Топчия).

## Дискография
- Л. Зыкина — Ходит любовь (муз. А. Аверкина, слова В. Андрианова) (Грп., Мелодия, 43759, 1965 г.)[16]
- А. Розум — За полярным кругом (муз. Г. Светлова, слова А. Андрианова) (Грп., Мелодия, 44347)[17]